# إنريكي رودريغيز (لاعب اتحاد الرغبي)
إنريكي رودريغيز (بالإسبانية: Enrique Rodríguez)‏ هو لاعب اتحاد الرغبي أرجنتيني، ولد في 20 يونيو 1952 في قرطبة في الأرجنتين.

## وصلات خارجية
- إنريكي رودريغيز عل موقع إسبنسكروم (الإنجليزية)